# Dayton (Maine)
Dayton ist eine Town im York County im US-Bundesstaat Maine. Im Jahr 2020 lebten dort 2129 Einwohner in 831 Haushalten auf einer Fläche von 47,66 km².

## Geographie
Nach dem United States Census Bureau hat Dayton eine Gesamtfläche von 47,66 km², von der 46,33 km² Land sind und 1,32 km² aus Gewässern bestehen.

### Geographische Lage
Dayton liegt im Süden des York Countys. Der Saco River fließt entlang der östlichen Grenze der Town in südliche Richtung. Er mündet bei Biddeford in den Atlantischen Ozean. Weitere kleinere Flüsse durchziehen das Gebiet. Das Gebiet ist eher eben, ohne größere Erhebungen.

### Nachbargemeinden
Alle Entfernungen sind als Luftlinien zwischen den offiziellen Koordinaten der Orte aus der Volkszählung 2010 angegeben.
- Norden: Hollis, 9,3 km
- Nordosten: Buxton, 9,8 km
- Südosten: Saco, 12,9 km
- Süden: Biddeford, 19,4 km
- Südwesten: Arundel, 13,1 km
- Westen: Lyman, 8,3 km

### Stadtgliederung
In Dayton gibt es mehrere Siedlungsgebiete: Clarks Mills, Dayton, Goodwins Mills und Union Falls.

### Klima
Die mittlere Durchschnittstemperatur in Dayton liegt zwischen −6,1 °C (21 °F) im Januar und 20,6 °C (69 °F) im Juli. Damit ist der Ort gegenüber dem langjährigen Mittel der USA um etwa 9 Grad kühler. Die Schneefälle zwischen Oktober und Mai liegen mit bis zu zweieinhalb Metern mehr als doppelt so hoch wie die mittlere Schneehöhe in den USA; die tägliche Sonnenscheindauer liegt am unteren Rand des Wertespektrums der USA.

## Geschichte
Die Besiedlung in dem Teil des York Countys, zu dem auch das heutige Dayton gehört, begann im Jahr 1752. Die Town Dayton wurde am 7. April 1854 als eigenständige Town organisiert. Zuvor gehörte sie zur Town Hollis.

### Einwohnerentwicklung
| Volkszählungsergebnisse – Town of Dayton, Maine | Volkszählungsergebnisse – Town of Dayton, Maine | Volkszählungsergebnisse – Town of Dayton, Maine | Volkszählungsergebnisse – Town of Dayton, Maine | Volkszählungsergebnisse – Town of Dayton, Maine | Volkszählungsergebnisse – Town of Dayton, Maine | Volkszählungsergebnisse – Town of Dayton, Maine | Volkszählungsergebnisse – Town of Dayton, Maine | Volkszählungsergebnisse – Town of Dayton, Maine | Volkszählungsergebnisse – Town of Dayton, Maine | Volkszählungsergebnisse – Town of Dayton, Maine |
| Jahr                                            | 1800                                            | 1810                                            | 1820                                            | 1830                                            | 1840                                            | 1850                                            | 1860                                            | 1870                                            | 1880                                            | 1890                                            |
| ----------------------------------------------- | ----------------------------------------------- | ----------------------------------------------- | ----------------------------------------------- | ----------------------------------------------- | ----------------------------------------------- | ----------------------------------------------- | ----------------------------------------------- | ----------------------------------------------- | ----------------------------------------------- | ----------------------------------------------- |
| Einwohner                                       |                                                 |                                                 |                                                 |                                                 |                                                 |                                                 | 701                                             | 611                                             | 592                                             | 500                                             |
| Jahr                                            | 1900                                            | 1910                                            | 1920                                            | 1930                                            | 1940                                            | 1950                                            | 1960                                            | 1970                                            | 1980                                            | 1990                                            |
| Einwohner                                       | 473                                             | 395                                             | 391                                             | 379                                             | 454                                             | 502                                             | 451                                             | 546                                             | 882                                             | 1197                                            |
| Jahr                                            | 2000                                            | 2010                                            | 2020                                            | 2030                                            | 2040                                            | 2050                                            | 2060                                            | 2070                                            | 2080                                            | 2090                                            |
| Einwohner                                       | 1805                                            | 1965                                            | 2129                                            |                                                 |                                                 |                                                 |                                                 |                                                 |                                                 |                                                 |

## Wirtschaft und Infrastruktur

### Verkehr
Die Maine State Route 35 verläuft in nordsüdlicher Richtung und kreuzt dabei die Maine State Route 5, die in westöstlicher Richtung verläuft.

### Öffentliche Einrichtungen
In Dayton gibt es keine medizinischen Einrichtungen. Die nächstgelegenen befinden sich in Biddeford und Saco.
Dayton besitzt keine eigene Bücherei. Die nächstgelegenen befinden sich in Hollis und Lyman.

### Bildung
Für die Schulbildung in Dayton ist das Dayton School Department zuständig. In Dayton befindet sich die Dayton Consolidated School mit Schulklassen von Pre-Kindergarten bis zum 5. Schuljahr.